# Laneuveville-en-Saulnois
Laneuveville-en-Saulnois és un municipi francès, situat al departament del Mosel·la i a la regió del Gran Est. L'any 2007 tenia 254 habitants.

## Demografia

### Població
El 2007 la població de fet de Laneuveville-en-Saulnois era de 254 persones. Hi havia 92 famílies, de les quals 22 eren unipersonals (9 homes vivint sols i 13 dones vivint soles), 13 parelles sense fills, 48 parelles amb fills i 9 famílies monoparentals amb fills.
La població ha evolucionat segons el següent gràfic:
Habitants censats

### Habitatges
El 2007 hi havia 101 habitatges, 88 eren l'habitatge principal de la família, 7 eren segones residències i 7 estaven desocupats. 95 eren cases i 4 eren apartaments. Dels 88 habitatges principals, 68 estaven ocupats pels seus propietaris, 18 estaven llogats i ocupats pels llogaters i 2 estaven cedits a títol gratuït; 1 tenia una cambra, 1 en tenia dues, 9 en tenien tres, 16 en tenien quatre i 60 en tenien cinc o més. 71 habitatges disposaven pel capbaix d'una plaça de pàrquing. A 46 habitatges hi havia un automòbil i a 35 n'hi havia dos o més.

### Piràmide de població
La piràmide de població per edats i sexe el 2009 era:
| Homes | Edats   | Dones |
| ----- | ------- | ----- |
| 0     | 95 o +  | 0     |
| 0     | 90 a 94 | 0     |
| 0     | 85 a 89 | 4     |
| 4     | 80 a 84 | 0     |
| 4     | 75 a 79 | 0     |
| 0     | 70 a 74 | 8     |
| 4     | 65 a 69 | 8     |
| 0     | 60 a 64 | 8     |
| 0     | 55 a 59 | 0     |
| 12    | 50 a 54 | 4     |
| 8     | 45 a 49 | 16    |
| 0     | 40 a 44 | 4     |
| 8     | 35 a 39 | 4     |
| 4     | 30 a 34 | 4     |
| 4     | 25 a 29 | 4     |
| 0     | 20 a 24 | 4     |
| 12    | 15 a 19 | 8     |
| 8     | 10 a 14 | 12    |
| 4     | 5 a 9   | 4     |
| 4     | 0 a 4   | 0     |

## Economia
El 2007 la població en edat de treballar era de 149 persones, 109 eren actives i 40 eren inactives. De les 109 persones actives 97 estaven ocupades (62 homes i 35 dones) i 11 estaven aturades (3 homes i 8 dones). De les 40 persones inactives 7 estaven jubilades, 13 estaven estudiant i 20 estaven classificades com a «altres inactius».

### Ingressos
El 2009 a Laneuveville-en-Saulnois hi havia 89 unitats fiscals que integraven 250 persones, la mediana anual d'ingressos fiscals per persona era de 15.099 €.

### Activitats econòmiques
Dels 5 establiments que hi havia el 2007, 3 eren d'empreses de construcció, 1 d'una empresa de serveis i 1 d'una empresa classificada com a «altres activitats de serveis».
Dels 3 establiments de servei als particulars que hi havia el 2009, 2 eren guixaires pintors i 1 fusteria.
L'any 2000 a Laneuveville-en-Saulnois hi havia 7 explotacions agrícoles.

## Equipaments sanitaris i escolars
El 2009 hi havia una escola elemental integrada dins d'un grup escolar amb les comunes properes formant una escola dispersa.

## Poblacions més properes
El següent diagrama mostra les poblacions més properes.